# Bemandet rummission
En bemandet rummission er en mission i rummet, hvor der er mennesker om bord. I modsætning til ubemandede missioner kræver bemandede missioner ekstra udstyr til overlevelse, men mindre fjernkontrol og robotaktivitet da kontrollen delvist kan udføres af rummissions besætning.
Et rumfartøj med besætning skal sikres til menneskekroppens fysiologiske krav: kabinetryk, respiration, vand og anden ernæring, samt mulighed for toilet-besøg og hvile. Til en rumvandring, uden for rumfartøjet, er der yderligere krav blandt andre en rumdragt.
I dag 2008 eksisterer der fire rum-projekter med bemanding; det russiske Sojuz program, det amerikanske Rumfærge program, det kinesiske Shenzhou program og Den Internationale Rumstation. Den måske mest kendte serie af bemandede rummissioner er Apollo-missionerne fra 1969 til 1972 til Månen.

## Astronaut tissede i bukserne
Det lyder nok som en selvfølge at et bemandet rumfartøj skal sikres til menneskekroppens fysiologiske krav, men NASA glemte faktisk et vigtigt element da deres første astronaut blev sendt af sted i 1961. Mens Alan Shepard ventede på afgang i fartøjet Freedom 7 gik der fire timer, Shepard blev tissetrængende og anmodede kontrolcenteret om at få lov til at forlade fartøjet for et kort toilet-besøg. Da kontrolcenteret ikke gav ham lov, valgte han at lade vandet i sin rumdragt, forinden blev der dog slukket for elektronikken i rumdragten. Bleer blev senere en del af udstyret på rummissioner, de bæres under opsendelse, landing og under rumvandringer, rumdragten er desuden udstyret med en dunk drikkevand.

## Billeder fra bemandede rummissioner
- Astronaut med iltmaske.
- Cockpit i en rumfærge.
- Besætningen indtager et måltid på en rumstation.
- Gåtur på på månen.
- Et kontrolpanel på en rumstation.
- En astronaut i rumdragt, trykket i rumdragten er ved at blive justeret.
- Rumvandrer iført en rumdragt.
- En kosmonaut ser gennem vindue fra en rumstation.

| Rumfart | Spire Denne artikel om rumfart er en spire som bør udbygges. Du er velkommen til at hjælpe Wikipedia ved at udvide den. |